# غوران لارسون (عالم)
غورَان لارسون (بالسويدية: Göran Larsson)‏ هو عالم عقيدة سويدي، ولد في 21 مايو 1949.